# Rudolf Schwarz (Naturbahnrodler)
Rudolf Schwarz (* 3. Dezember 1985 in Garmisch-Partenkirchen) ist ein ehemaliger deutscher Naturbahnrodler. Er startete im Einsitzer und nahm von 2001 bis 2005 an Weltcuprennen sowie von 2003 bis 2005 an Welt- und Europameisterschaften teil.

## Karriere
Rudolf Schwarz fuhr sein erstes Weltcuprennen am 7. Januar 2001 in Unterammergau, wo er auf Platz 26 kam. Eine Woche später schied er in seinem zweiten Weltcuprennen in Lüsen aus. Weitere Weltcupstarts folgten erst am Ende der Saison 2001/2002: In Hüttau erzielte er wieder den 26. Platz und in Železniki den 35. Rang. Ab 2001 nahm Schwarz auch an internationalen Juniorenmeisterschaften teil. Nach einem 26. Platz bei der Junioreneuropameisterschaft 2001 in Tiers und einem 22. Platz bei der Juniorenweltmeisterschaft 2002 in Gsies fuhr er bei der Junioreneuropameisterschaft 2003 in Kreuth als 17. erstmals unter die besten 20. Zwei Wochen später erreichte er auch im Weltcup sein erstes Top-20-Ergebnis, als er beim Finale der Saison 2002/2003 in Olang auf Platz 19 fuhr. Eine Woche davor hatte er erstmals an einer internationalen Meisterschaft in der Allgemeinen Klasse, der Weltmeisterschaft 2003 in Železniki teilgenommen, bei der er unter 48 gewerteten Rodlern den 22. Platz erreichte.
Nachdem Schwarz im Vorjahr bei drei der sechs Weltcuprennen gestartet war, nahm er in der Saison 2003/2004 an vier Weltcuprennen teil. Nach einem 21. und zwei 25. Plätzen in den ersten drei Saisonrennen erreichte er beim Finale in Aurach mit Rang 16 sein bestes Weltcupresultat. Im Gesamtweltcup belegte er Platz 22. Bei der Europameisterschaft 2004 in Hüttau und der Juniorenweltmeisterschaft in Kindberg erzielte er mit den Rängen 35 und 24 Platzierungen im hinteren Mittelfeld. In der Saison 2004/2005 nahm Schwarz zum ersten Mal an allen sechs Weltcuprennen teil und erzielte meist Platzierungen zwischen Rang 20 und Rang 30. Sein bestes Ergebnis war der 18. Platz am 14. Januar in Oberperfuss. Im Gesamtweltcup konnte er sich im Vergleich zum Vorjahr um einen Platz auf Rang 21 verbessern. Bei der Weltmeisterschaft 2005 in Latsch fuhr er unter 47 gewerteten Rodlern auf den 31. Platz und bei der Junioreneuropameisterschaft in Kandalakscha unter 27 Rodlern auf Rang 16. 
Die Saison 2004/2005 blieb Schwarz’ letzte als aktiver Naturbahnrodler. Wegen einer Knöchelverletzung fiel er im gesamten nächsten Winter aus und auch danach nahm er an keinen Wettkämpfen mehr teil.

## Erfolge

### Weltmeisterschaften
- Železniki 2003: 22. Einsitzer
- Latsch 2005: 31. Einsitzer

### Europameisterschaften
- Hüttau 2004: 35. Einsitzer

### Juniorenweltmeisterschaften
- Gsies 2002: 22. Einsitzer
- Kindberg 2004: 24. Einsitzer

### Junioreneuropameisterschaften
- Tiers 2001: 26. Einsitzer
- Kreuth 2003: 17. Einsitzer
- Kandalakscha 2005: 16. Einsitzer

### Weltcup
- Zweimal unter den besten 25 im Gesamtweltcup
- 3 Top-20-Platzierungen in Weltcuprennen